# 生命

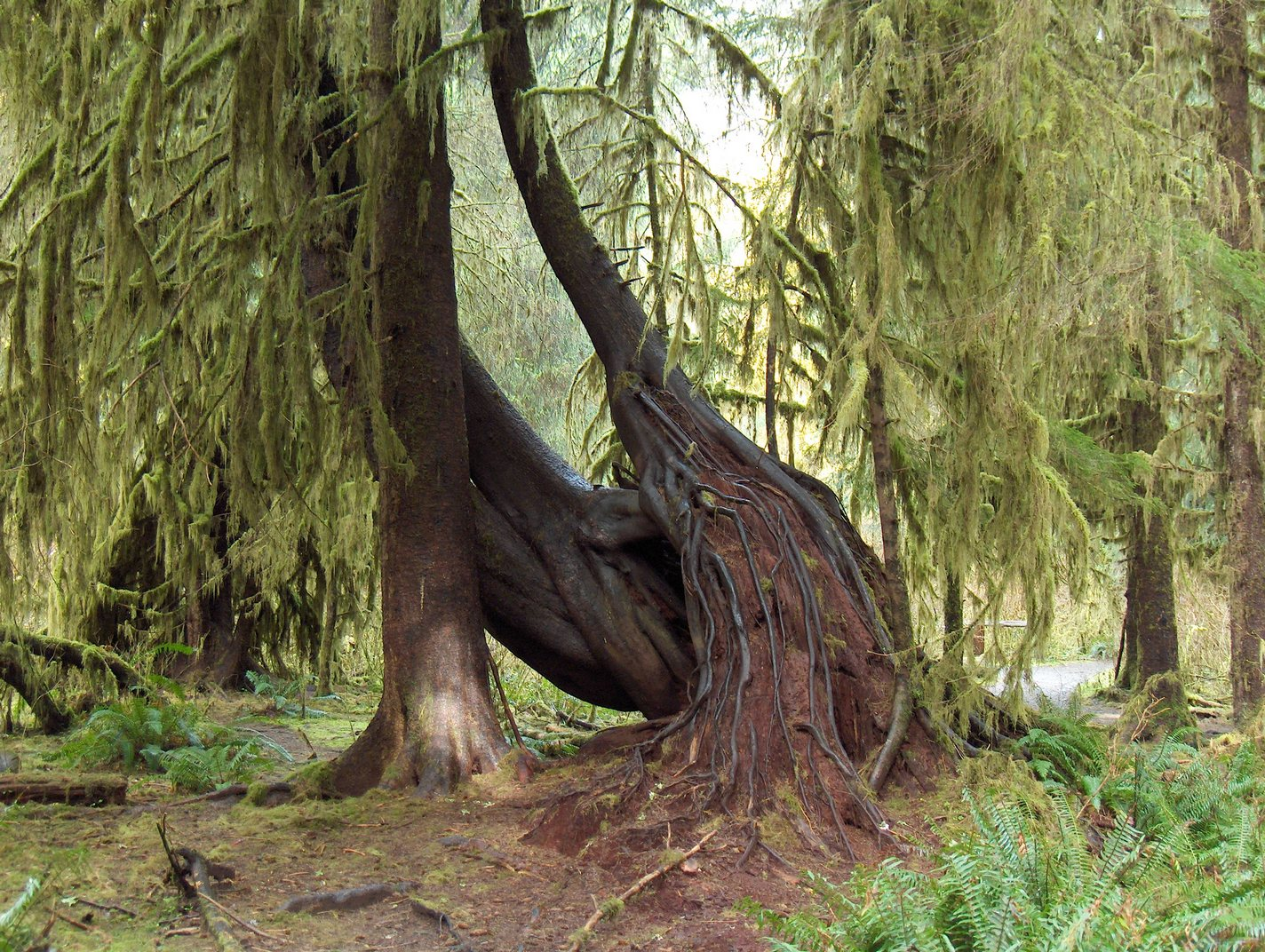
植物是有生命特徵的生物

生命是一种特征，物质存在的一种活跃形式。目前对于生命的定义在学术界还无共识，较流行的定义是一类维持体内平衡、具有生命周期和稳定的物质和能量代谢现象、能对刺激做反应、能进行自我复制和繁殖、进化的半开放物质系统。由细胞组成，能够成长、适应环境。其他定义有时包括非细胞生命形式，如病毒和类病毒。
生命是生物学的基本概念，而生物学是研究生命的科学。生命具有生物进程（如信号传递和自我维持过程）的物理实体与那些没有生物进程的实体区分开来。如果生物过程的功能已经停止（死亡），或者它们从来没有这样的功能则会被归类为无生命。
生命包含所有“生物的特性”，生命个体一定会经历出生、成长、衰老和死亡。生命种群则在一代代个体的更替中经过自然选择发生进化以适应环境。生物學則是以研究生命為中心的科學。
生命的最小單位是生物，生物是由一個或多個細胞組成，能够新陳代謝，維持恆定性，可以成長，回应刺激，可以繁殖甚至演化，以適應外界環境，繼續繁殖并產生後代。生命以各种形式存在，如植物、动物、真菌、原生生物、古菌和细菌。在地球的生物圈內可以找到許多不同的生物，在這些生物中都有共同的特徵，都是由以碳和水為基礎的細胞構成，有其組織以及可以遺傳的基因資訊。
生命起源是生命从非生物物质（如简单的有机化合物）中产生的自然过程。普遍的科学假设是，从非生物到生物的转变不是一个单一的事件，而是一个逐渐增加复杂性的过程。地球上的生命最早出现在42.8亿年前，在44.1亿年前海洋形成后不久，在45.4亿年前地球形成后不久。 當時是始太古代，冥古宙熔化的地殼已經固化。已知最早的生命形式是细菌的微化石。研究人员普遍认为，目前地球上的生命来自于RNA世界 尽管基于RNA的生命可能不是第一种存在的生命。地球上最早的生物證據是在西格陵蘭發現的37億年前變質岩中的生物物質石墨，及西澳洲34.8億年前砂岩中的远古生物化石。不過很多研究推測地球在更早之前就已有生命。根據其中一種研究，可能在42.5億年前就已有生命，另一個研究則認為是44億年前。目前仍不確定地球上產生生命的機制，不過已有許多的生命起源假說。生命形成後，變成許多不同的形式，生物學家則將其分類成許多分類單元的體系。生命可以在許多不同的條件下生存。

## 生命現象
新陈代谢和自我复制的能力有时被视为判断生命的根本条件，称之为生命现象。有生命現象的蛋白質分子為朊病毒，為最原始的生命物質，如狂牛症朊病毒，可感染腦細胞，並自行複製遺傳。病毒在有寄主可寄生的時候，會表現出生命現象；但在沒有寄主可寄生的時候，不會表現生命現象，所以病毒是介於生命與非生命之間的一種奇妙的有机物。

## 定義
生命沒有公認定義，不同的科學家曾提出過各種定義。

### 傳統定義
科學家經常認為只有生物體會展現以下全部現象：
1. 恆定性：能够調節體內環境以維持身體處於一個相对恆定的狀態，例如恒温动物能發汗来降低过热的體溫，也能靠发抖来产生额外的热量以保持体温。
2. 組織性：由一個或以上的生物基本單位──細胞所組成。
3. 新陳代謝：能够轉換非生物為細胞成分（組成代謝）以及分解有機物（分解代謝）来获取和转化能量。生物體需要能量来維持體內平衡及产生其他生命现象。
4. 生長：使組成代谢的速率高於分解代谢的速率来让细胞体积增大，并在细胞分裂后使细胞成长。一個生長中的有機體增加其细胞的数量和体积，而不止是将得到的物質积存起来。某些物种的个体可以长得很巨大，例如蓝鲸。
5. 適應：對環境变化作出反應的能力，与生物当前的身体构造、生活习性及遺傳有关。這種能力對生存是很重要的。生物可以通过進化适应环境。
6. 感應：反應可以以很多方式進行，从單細胞变形虫被触碰时的收縮到高等生物在不同情况下的複雜反射。最常见的反应是運動，例如植物的葉片轉向太陽以及動物追捕其獵物。
7. 繁殖：能够產生新的個體。包括只需一個親本的無性生殖和需要至少兩個親本的有性生殖。

大部分科學家稱這樣的現象為生命的表現方式。通常必須具備全部七個特徵才能被视作生命。
但是，這個定義也有局限性。例如：有些生物体不能繁殖，因為它們是正常物种中自然形成的。这些生物体仍是生命。有些人說生命的特性是可遺傳的；因此，这些不能繁殖的有機體也还是有生命的，它们仍可以通过親屬選擇等機理来产生新个体。
有些人认为病毒和朊毒體（能够进行自我复制的蛋白质）是可以自行複製的毒素而不是生命体，因為它們不能在没有其他细胞的情况下表现出生命现象。但是，立克次體和衣原體等有类似細菌的细胞结构的生物也不能獨立執行很多重要的生物過程，它们也要进入真核生物宿主細胞的細胞質內進行生長和自我複製。另外，幾乎所有的生命都倚賴其他物種提供食物，并且归根结底需要地球上某些细胞的特殊化學作用来提供能量源，如光合作用和海底热泉细菌的硫化作用。
具系統性的生命定義是，生物是自我組織並自我製造的。這些物質不與耗散結構混淆（如：火）。
這個定義變種包括了斯图亚特·考夫曼定義生命為能夠複製自己或他人的一種自主主体（autonomous agent）或一種多主体系统（multi-agent system），並最少完成一次熱力學循環。
| 卡尔·林奈 1735 | 恩斯特·海克尔 1866 | 埃德·查頓 1925 | 赫伯特·科普蘭 1938 | 罗伯特·魏泰克 1969 | 卡尔·乌斯 et al. 1990 | 湯瑪斯·卡弗利爾-史密斯 1998 |
| -------------- | ------------------ | -------------- | ------------------ | ------------------ | --------------------- | --------------------------- |
| 2 界           | 3 界               | 2域系統        | 界 (生物)          | 界 (生物)          | 三域系統              | 界 (生物)                   |
| （未論述）     | 原生生物           | 原核生物       | 原核生物界         | 原核生物界         | 细菌                  | 细菌                        |
| （未論述）     | 原生生物           | 原核生物       | 原核生物界         | 原核生物界         | 古菌                  | 细菌                        |
| （未論述）     | 原生生物           | 真核生物       | 原生生物           | 原生生物           | 真核生物              | 原生動物                    |
| （未論述）     | 原生生物           | 真核生物       | 原生生物           | 原生生物           | 真核生物              | 色藻界                      |
| 植物           | 植物               | 真核生物       | 植物               | 植物               | 真核生物              | 植物                        |
| 植物           | 植物               | 真核生物       | 植物               | 真菌               | 真核生物              | 真菌                        |
| 动物           | 动物               | 真核生物       | 动物               | 动物               | 真核生物              | 动物                        |

## 起源

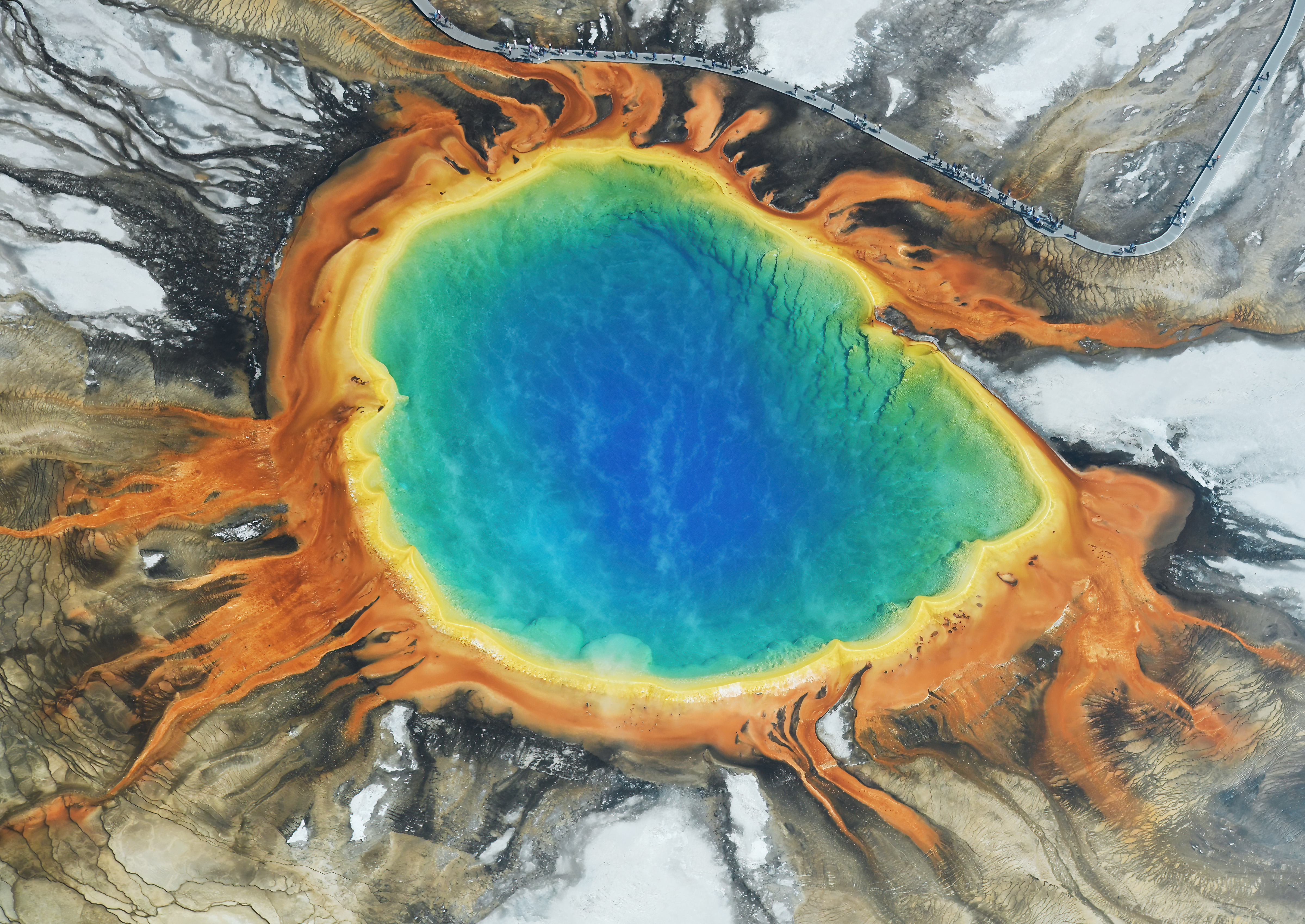
圍繞黃石公園大棱鏡泉的嗜熱生物

儘管不能準確地找到確實時間，但有證據表現地球上的生命已存在了大約37億年。
雖然沒有標準表示生命起源的模型，但現時最為公認的科學模型建立於一個或更多包括下面的發現之上，可以粗略地列出有以下假設：
1. 模擬真實的史前生物環境以製造形成生命的基本細小分子。這已由米勒-尤里實驗以及Sidney W. Fox的工作所證明。
2. 磷脂自發地形成脂双分子层，而脂雙層是細胞膜的基本結構。
3. 製造隨機核糖核酸分子的過程可能製造出核酶，而可以在非常特殊的環境下製造更多核糖核酸。

很多不同的假說认为早期地球上的簡單有機分子能够轉变為原始細胞并进行新陳代謝。很多模型可分為「先有基因」或「先有新陳代謝」兩類，但最近流行的混合模型並不属于任何一類。現時所推測的生命歷史还有很多疑点，生命的起源對科學家而言仍是一個很大的謎團。

## 外星生命
在宇宙中，地球是人類已知的唯一存有生命的星球。德雷克公式可以估算其他地方出現生命的機率，但科學家不同意很多公式中變量的值（嚴格地說，德雷克公式計算的是处於銀河系中且我們可能接觸的外星生物的數量，而不是有生命的機率）。取決於不同的值，方程式可以暗示生命的形成是頻繁或稀少的。德雷克計算我們在任何時間可能接觸的外星生命只有1個。
有關地球生命的起源，胚種論也被称为外源性起源认为生命來自宇宙，通過隕石、彗星或宇宙塵等天體到達地球。但是這些理論對解釋生命的起源沒有幫助。

## 終結
即生命體之死亡階段或狀態。以人類為例，一般以呼吸及心臟跳動停止和腦部完全停止活動（非暫時性的停止）為判定死亡的標準。
生命体的死亡可以是因为细胞分裂的次数达到极限而衰亡，也可以是被毒素、自然灾害或其他生物杀死。
任何一个个体的死亡并不会威胁物种的存在，反而是维持物种延续的重要环节。如果年老的个体永远不死，新的个体会失去生存空间和生存必需的资源。但个体大量死亡至难以维持繁殖时，物种就可能灭绝。
已经死亡的细胞不能重建生命活动。已经死亡的生物个体不能复活。这是生命的基本特征之一。

## 延伸閱讀
[在维基数据编辑]
 《欽定古今圖書集成·理學彙編·學行典·性命部》，出自陈梦雷《古今圖書集成》